# 1436

## Събития
- Основан е град Кишинев, Молдова.
- Построена е джамията Султан Мурад джамия в Скопие, Северна Македония.
- 12 февруари – Хайнрих II се жени за Хелене фон Клеве.
- 25 март – Осветена е катедралата „Санта Мария дел Фиоре“ във Флоренция.
- 24 юни – Френският крал Луи XI се жени за шотландската принцеса Маргарет Стюарт.
- 23 август – Сигизмунд Люксембургски става крал на Чехия.
- 13 септември – Лудвиг I се жени за Анна Саксонска.
- 21 октомври – Немският граф Лудвиг I се жени за Мехтхилд фон Пфалц в Щутгарт.
- 6 ноември – Немският херцог Албрехт III се жени за Анна фон Брауншвайг-Грубенхаген в Мюнхен.

## Родени
- Агнес от Померания, немска принцеса (* 1512 г.)
- Изабела Бурбонска, херцогиня на Бургундия (* 1465 г.)
- Марк Антонио Сабелико, италиански историк (* 1506 г.)
- Франсиско Хименес де Сиснерос, испански кардинал (* 1517 г.)
- Ян Остророг, полски писател (* 1501 г.)
- 20 януари – Ашикага Йошимаса, 8-и шогун на Япония († 1490 г.)
- 26 януари – Хенри Бюфорт, дук на Сомърсет († 1464 г.)
- 4 април – Амалия Саксонска, саксонска принцеса († 1501 г.)
- 6 юни – Йохан Региомонтан, немски астроном и математик († 1476 г.)
- 11 август – Маргарете фон Гелдерн, немска херцогиня († 1486 г.)
- 18 септември – Елеонора-Елена Португалска, свещена римска императрица († 1467 г.)
- 16 ноември – Леонардо Лоредано, венециански дожд († 1521 г.)
- 26 ноември – Катерина Португалска, португалска принцеса († 1463 г.)

## Починали
- Александър I Алдя, владетел на Влахия (* 1397 г.)
- Валдемар V, немски принц (* ? г.)
- Доротея Бука, италианска лекарка (* 1360 г.)
- Хайлвиг фон Холщайн, немска графиня (* 1400 г.)
- 4 май – Жан I де Фуа, френски граф (* 1382 г.)
- 9 октомври – Якоба, холандска графиня (* 1401 г.)
- 9 ноември – Анна фон Йотинген, немска благородничка (* ок. 1380 г.)
- 30 декември – Лудвиг III, немски благородник (* 1378 г.)